# 피터 뵐러
피터 뵐러 ( Peter Boehler, 1712년 12월 31일 - 1775년 4월 29일 )는 독일-영국계 모라비안의 주교로 선교사였으며, 존 웨슬리에게 많은 영향을 미쳤다. 그는 웨슬리보다 열 살 아래의 나이였지만, 웨슬리는 그를 스승으로 모셨다. 웨슬리는 그와의 대화를 통하여 자신의 신비주의적인 요소를 제거하기 시작하였다고 한다. 모라비안이 가진 강한 신비주의적 경건성과 예수 그리스도에 대한 믿음을 통하여 주어지는 성령의 내적 증거는 그의 중요한 가르침이었다.

## 신학

### 만인구원론
조지 휫필드는 존 웨슬리에게 서신을 통하여 피터 뵐러가 모든 사람이 지옥으로부터 나오게 될 것이라는 믿음이 있었다고 적었다. 이것은 그리스도의 은혜가 너무 커서 모든 사람이 결국에는 구원을 받게 된다는 것이다.

### 무상의 은총
그는 무상의 은총을 웨슬리에게 전해준 사람이었다. 웨슬리는 그와의 대화를 통하여 자신이 잘못된 신비주의적인 추구를 해온 것을 깨닫게 되었다. 그러므로, 성화의 삶이 믿음의 기초가 아니며, 믿음의 결과임을 이해하게 되었다.